# ДДТ (инсектицид)
ДДТ (1,1,1-трихлор-2,2-бис(4-хлорфенил)этан по номенклатуре ИЮПАК, по рациональной номенклатуре — трихлорметилди-(п-хлорфенил)-метан) — инсектицид, применяемый против комаров, вредителей хло́пка, соевых бобов, арахиса. Производное хлорбензола. Одно из немногих действительно эффективных средств против саранчи. Запрещён для применения во многих странах из-за способности накапливаться в организме животных, человека. Некоторые активисты-экологи утверждают, что особенно пагубное действие он оказывает на размножение птиц (накапливается в скорлупе яиц). Несмотря на это, ограниченно применялся во многих странах.
Широко распространённое бытовое название ДДТ — дуст («дуст» (от англ. dust — «пыль») это препаративная форма, а не само действующее вещество).
Официальная позиция ВОЗ по использованию ДДТ для борьбы с переносчиками малярия/малярии («The use of DDT in malaria vector control»): рекомендуется применять ДДТ в целях профилактики малярии.

## История создания, получение, применение
ДДТ (C14H9Cl5) — это классический пример инсектицида. По форме ДДТ представляет собой белое кристаллическое вещество, не имеющее вкуса и почти без запаха.
В 1939 году швейцарский химик Пауль Мюллер обнаружил у 4,4-дихлордифенилтрихлорэтана (ДДТ) инсектицидные свойства. Однако Мюллер не был первооткрывателем самого́ вещества, первые сведения о ДДТ были опубликованы еще 1873 году в «Докладах немецкого химического общества». Новое соединение впервые получил австрийский студент Отма Цайдлер, однако, как это часто бывает, молодой химик не представлял, какое практическое значение имеет открытое им вещество. Не заслужило внимание это открытие и в среде научной общественности того времени.
Зато уже через год после обнаружения Мюллером инсектицидных свойств ДДТ руководство корпорации «Джи Эр Гейги», понимая великолепные перспективы, патентует новый препарат.
В 1942 году были проведены первые полевые испытания нового контактного инсектицида на мухах, колорадском жуке, тле, моли и многих других вредителях. В ходе опытов были испытаны различные препаративные формы ДДТ: растворы, эмульсии, гранулы. Результаты опытов оказались ошеломляющими и через несколько месяцев ДДТ поступил в продажу. Открытие Пауля Мюллера было поистине революционным. Новый инсектицид стал первым надёжным средством со стабильным действием против вредителей на зерновых, кукурузе, овощных, технических и бахчевых культурах, в садах и теплицах.
В 1948 году Пауль Мюллер за свое открытие был удостоен Нобелевской премии по медицине «за открытие высокой эффективности ДДТ как контактного яда». Это был первый и единственный случай в истории, когда учёный получил наивысшую награду за открытие инсектицида. Однако награда эта была не только за сохранённый урожай, но и за миллионы спасенных человеческих жизней.
В 1970 году ДДТ был исключён из списка инсектицидов, разрешённых к применению на территории СССР. Однако и после этого его производство не прекратилось. До конца 1980-х годов его применяли во многих областях СССР для предотвращения распространения малярии и клещевого энцефалита.
ДДТ является инсектицидом наружного действия, то есть вызывающим смерть при внешнем контакте; он поражает нервную систему насекомого.
Менее одного миллиграмма на литровую бутылку необходимо для достижения смерти 100 % находящихся в ней особей видов паппатачный москит и Lutzomyia longipalpis.

## Получение
ДДТ получают конденсацией хлорбензола (C6H5Cl) с хлоралем (Cl3CCHO) в концентрированной серной кислоте (H2SO4). Если использовать дымящую серную кислоту (олеум), то можно также использовать в качестве реагента хлоральгидрат:

Синтез ДДТ из хлорбензола и хлоральгидрата

## Польза и вред ДДТ

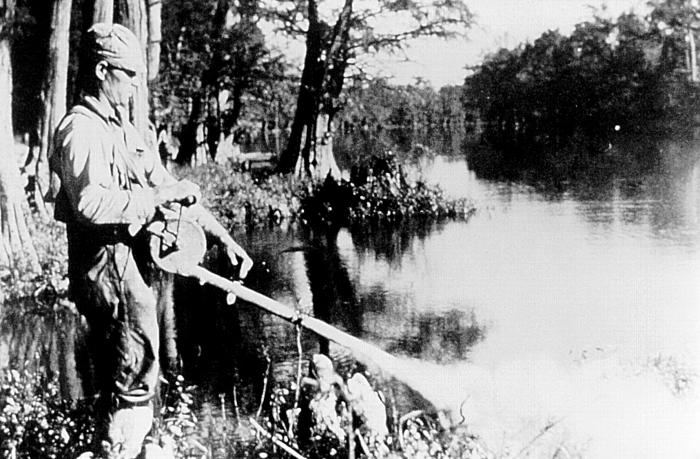
Применение ДДТ в США против комаров, 1958 год.

Кроме бытовой пользы в качестве средства борьбы с такими вредителями, как мухи, тараканы и моли, а также пользы для сельского хозяйства в качестве средства для борьбы с такими вредителями, как колорадский жук и тля, ДДТ имеет ряд общепризнанных заслуг мирового масштаба, среди них наиболее значимы следующие:
- В январе 1944 года с помощью ДДТ была предотвращена эпидемия тифа в Неаполе. Помимо эффективности ДДТ против тифа, обнаружилась относительная безвредность этого инсектицида: 1,3 миллиона человек были опрысканы примерно 15-граммовой дозой с 5 %-м содержанием «дуста», и не было зафиксировано никаких пагубных эффектов для людей, кроме нескольких случаев кожных раздражений[4]:679. Значительные успехи ДДТ в борьбе с тифом были затем достигнуты в Египте, Мексике, Колумбии и Гватемале[4]:679.
- В Индии благодаря ДДТ в 1965 году ни один человек не умер от малярии, тогда как в 1948 году погибло 3 млн человек. Согласно ВОЗ, антималярийные кампании с применением ДДТ спасли 5 миллионов жизней[5].
- В Греции в 1938 году был миллион больных малярией, а в 1959 году всего лишь 1200 человек.
- За пять лет действия кампании по искоренению малярии в Италии, развёрнутой А. Миссироли, к 1949 году в стране практически исчезли комары-носители малярии[4]:679.
- Использование ДДТ в рамках программы борьбы с малярией в значительной степени избавило Индию от висцерального лейшманиоза (переносчиком которой являются москиты) в 1950-е годы[6]. После прекращения применения инсектицидов эпидемии висцерального лейшманиоза вспыхнули с новой силой начиная с 1970-х годов[7].
- Применение ДДТ в сельском хозяйстве значительно повысило урожаи[4]:679 и было ключевым фактором в развитии так называемой «Зелёной революции»[8]:99.

Таким образом, мир быстро приобрёл положительный опыт применения ДДТ. Этот опыт стал причиной быстрого роста производства и применения ДДТ. Рост производства и применения ДДТ был не единственным следствием «положительного опыта». Он явился также причиной формирования в сознании людей ошибочных представлений о нетоксичности ДДТ, что, в свою очередь, привело к культивированию безалаберности в применении ДДТ и халатного отношения к нормам безопасности. ДДТ применялся везде и всюду без соблюдения требований, установленных санитарно-эпидемиологическими стандартами. Сложившаяся ситуация не могла не повлечь негативных последствий. Пик этой эйфории пришёлся на 1962 год, когда в мире были применены по назначению 80 тысяч тонн ДДТ, а произведены 82 тысячи тонн. После чего объёмы производства и применения ДДТ начали падать.

## «Безмолвная весна» Рэйчел Карсон
Главной причиной спада популярности повсеместного применения ДДТ явилась развернувшаяся во всём мире дискуссия о вреде ДДТ, которая была обусловлена книгой американской писательницы Рэйчел Карсон «Безмолвная весна» (англ. «Silent Spring»), в которой Карсон утверждала, что применение ДДТ оказывает вредное влияние на функцию воспроизводства у птиц. Книга Карсон вызвала широкий резонанс в США. Сторону Карсон приняли различные экологические организации, такие как Фонд защиты окружающей среды и Национальная федерация дикой природы. На сторону противников Карсон встали производители ДДТ и поддерживающая их государственная администрация в лице Агентства по охране окружающей среды. Спор о вреде ДДТ вскоре перерос из национального в международный.
В своей книге Карсон опирается на исследования Джеймса ДэУитта (англ. James DeWitt), обобщённые в его статьях «Воздействие хлоруглеродных инсектицидов на перепёлку и фазана» (англ. «Effects of Chlorinated Hydrocarbon Insecticides upon Quail and Pheasants») и «Хроническая токсичность для перепёлок и фазанов некоторых хлорных инсектицидов» (англ. «Chronic Toxicity to Quail and Pheasants of Some Chlorinated Insecticides»). Карсон превозносит исследования ДэУитта, называя его эксперименты на перепёлках и фазанах классическими, но при этом она перевирает данные, которые получил ДэУитт в ходе своих исследований. Так, ссылаясь на ДэУитта, Карсон пишет, что «эксперименты доктора ДэУитта (на перепёлках и фазанах) установили факт, что воздействие ДДТ, не причиняя никакого заметного вреда птицам, может серьёзно влиять на размножение. Перепёлки, в диеты которых добавлялся ДДТ, на всём протяжении сезона размножения выжили и даже произвели нормальное число яиц с живыми зародышами. Но немногие птенцы из этих яиц вылупились».
Дело в том, что из яиц перепёлок, питавшихся пищей, содержащей ДДТ в больших количествах, а именно 200 ppm (то есть 0,02 %; для примера, в то время установленная в СССР предельно допустимая концентрация ДДТ для яиц составляла 0,1 ppm), вылупилось лишь 80 % птенцов, однако из яиц перепёлок контрольной группы, пища которых была свободна от ДДТ, вылупилось 83,9 %. Таким образом, разница между перепёлками, потребляющими пищу с ДДТ, и контрольной группой составила лишь 3,9 %, что не давало возможности сделать вывод относительно воздействия ДДТ на репродуктивную функцию у птиц.
Значительно позже было установлено, что ДДТ вызывает утончение скорлупы яиц и гибель эмбрионов. Однако различные группы птиц сильно различаются по своей чувствительности к ДДТ; хищные птицы проявляют наибольшую чувствительность, и в природных условиях часто можно обнаружить выраженное истончение скорлупы, тогда как куриные яйца сравнительно нечувствительны. Из-за упущений, допущенных Карсон в её книге, большинство экспериментальных исследований было поставлено с нечувствительными к ДДТ видами (такими как перепёлка), у которых часто обнаруживали лишь слабое истончение скорлупы или таковое вовсе отсутствовало.

## Способы применения и упаковка
В массовом масштабе ДДТ применяется двумя способами. Первым способом является распыление ОВ, начиная от пульверизаторов и заканчивая легкомоторными самолётами. Вторым способом является использование ДДТ в порошкообразном состоянии в виде вещества, более известного как «дуст». До середины 2000-х годов в России он был доступен в широкой продаже.

## Устойчивость к разложению
ДДТ обладает высокой устойчивостью к разложению, согласно Стокгольмской конвенции входит в число устойчивых органических загрязнителей. При попадании в окружающую среду, ДДТ попадает в пищевые цепи живых организмов. Обращаясь в них, ДДТ и его токсичные метаболиты (4,4'-ДДД, 4,4'-ДДЭ) способны накапливаться в значительных количествах сначала продуктах жизнедеятельности микроорганизмов, затем в растениях и, далее, в теплокровных животных, в том числе в организме человека.
Расчёт Дамена и Хейса 1973 года показал, что на каждом звене пищевой цепи происходит увеличение содержания ДДТ в 10 раз:
- Ил, содержащий ДДТ — 1х
- Растения (водоросли) — 10х
- Мелкие организмы (представители зоопланктона — дафнии, циклопы) — 100х
- Рыбы — 1000х
- Хищные рыбы — 10000х

Это быстрое накопление ДДТ наглядно видно из следующего примера. Так, при исследовании одной экосистемы в озере Мичиган было обнаружено следующее накопление ДДТ в пищевых цепях: в донном иле озера — 0,014 мг/кг, в ракообразных, питающихся на дне — 0,41 мг/кг, в различных рыбах — 3—6 мг/кг, в жировой ткани чаек, питающихся этой рыбой — свыше 200 мг/кг.
Высокая растворимость в жирах и низкая растворимость в воде обусловливают задержку ДДТ в жировой ткани. Скорость накопления ДДТ в организме варьируется в зависимости от вида организмов, длительности воздействия и концентрации, а также от условий окружающей среды. Высокая степень удержания ДДТ означает, что токсические эффекты у организмов могут возникать с задержкой по времени, а также на значительном географическом удалении от места воздействия. В целом организмы высоких пищевых уровней имеют тенденцию к накоплению больших количеств ДДТ по сравнению с организмами низших пищевых уровней. ДДТ способен транспортироваться по всему миру в организмах мигрирующих животных, а также океаническими и воздушными потоками. Таким образом, ДДТ, накапливаясь в живых организмах, может оказывать на них токсическое действие, по силе варьирующееся в зависимости от концентрации ДДТ в живом организме.
В почве в обычных условиях ДДТ может сохраняться до 12 лет, в анаэробных условиях может разлагаться микроорганизмами (грибами и бактериями) за 2–4 недели. Так, было показано, что дрожжи превращают ДДТ в 4,4'-ДДД и 4,4'-ДДЭ за 3 суток с выходом более 85% в результате реакции  восстановительного дегидрохлорирования

Реакция восстановительного дегидрохлорирования ДДТ в 4,4'-ДДД (справа) и 4,4'-ДДЭ (слева) при метаболизме в клетках дрожжей

:

## Воздействие ДДТ на человека
Дозы и концентрации, применявшиеся в медицине и сельском хозяйстве, для человека большей частью безопасны:679. В соответствующих концентрациях[уточнить] для теплокровных животных он безвреден. Однако в случае превышения таковых он также оказывает токсическое действие. В организм человека ДДТ может проникнуть через органы дыхания, кожу, желудочно-кишечный тракт, признаками вызываемого им отравления является общая слабость, головокружение, тошнота, раздражение слизистых оболочек глаз и дыхательных путей. Особенно опасны отравления ДДТ при обработке помещений и посевного материала. На человека ДДТ оказывает острое токсическое воздействие, в больших дозах может вызывать смерть; канцерогенное, мутагенное, тератогенное и эмбриотоксическое воздействие, равно как снижение фертильности окончательно не подтверждено; ДДТ способен накапливаться в жировых тканях и попадать в молоко, а также, возможно, оказывать ингибирующее воздействие на иммунную систему человека.
В дозе 16 мг/кг ДДТ вызывает у людей судороги. В небольших[уточнить] и средних[уточнить] дозах ДДТ вызывает отравление, у взрослых большей частью без заметных негативных последствий в пятилетней перспективе, в больших дозах[уточнить] может вызвать смерть. 
В связи с опасностью отравления ДДТ все виды работ с ним проводятся с обязательным использованием средств индивидуальной защиты (спецодежды, спецобуви, респиратора, противогаза, защитных очков и так далее).
Имеющиеся данные о последствиях токсического воздействия ДДТ на человека можно обобщить следующим образом. ДДТ обладает острым токсическим воздействием на человека: в небольших и средних дозах вызывает отравление, в больших дозах может вызвать смерть. ДДТ накапливается в жировых тканях организма, попадает в молоко матери, может попадать в кровь. Теоретически при похудении, либо вследствие длительного воздействия, накопление ДДТ в организме может привести к интоксикации организма. Воздействие ДДТ на иммунную систему человека, по-видимому, носит ингибирующий характер (тормозит активность ферментов, в данном случае угнетение образования антител), однако окончательно это не установлено.
Некоторые источники содержат утверждения чисто предположительного характера о канцерогенном, мутагенном, эмбриотоксическом, нейротоксическом, иммунотоксическом воздействии ДДТ на организм человека. Также утверждается[кем?], что ДДТ вызывает или способствует развитию разнообразных заболеваний человека, которые ранее не рассматривались как связанные с каким-либо химическим веществом. К их числу относятся сердечно-сосудистые болезни, рак, атипичная пневмония, ретрорентальная фиброплазия, полиомиелит, гепатит и «нейропсихические проявления».
Предполагаемая роль ДДТ в возникновении полиомиелита была отвергнута после того, как эта болезнь была взята под контроль с помощью вакцинации. (Интересно, что в 1940-х годах в США применяли ДДТ для борьбы с мухами, ошибочно полагая, что они разносят полиомиелит.)
Согласно статье в American Journal of Psychology высокая концентрация ДДТ в организме будущих матерей оказалась статистически связана с высокими шансами развития аутизма у их детей. Исследование, которое проводилось сотрудниками школы общественного здоровья Колумбийского университета на протяжении шестидесяти лет, показало, что спустя 40 лет после воздействия ДДТ у женщин развиваются симптомы рака молочной железы. Выяснилось, что все женщины, которые так или иначе подверглись воздействию ДДТ в высокой концентрации, сталкивались впоследствии с раком молочной железы. Как правило, инсектицид давал о себе знать у женщин старше 54 лет, но вредное воздействие могло проявиться и раньше, если первый контакт с веществом произошёл в более раннем возрасте.

## Воздействие ДДТ на другие живые организмы
Имеющиеся данные о последствиях токсического воздействия ДДТ на другие живые организмы можно обобщить следующим образом.
Водные микроорганизмы более чувствительны к действию ДДТ, нежели наземные. При концентрации в окружающей среде 0,1 мкг/л ДДТ способен подавлять рост и фотосинтез зелёных водорослей.
Показатели как острой, так и хронической токсичности для различных видов водных беспозвоночных ДДТ неодинаковы. В целом ДДТ проявляет высокую токсичность для водных беспозвоночных при остром воздействии в концентрациях всего 0,3 мкг/л, причём токсические эффекты включают нарушения репродуктивной функции и развития, изменения со стороны сердечно-сосудистой системы, а также неврологические сдвиги.
ДДТ является высокотоксичным соединением для рыб: показатели LC50 (96 ч), полученные в статических тестах, колеблются от 1,5 мкг/л (большеротый окунь) до 56 мкг/л (гуппи). Остаточные уровни содержания ДДТ (свыше 2,4 мг/кг в икре зимней камбалы) вызывали аномальное развитие эмбрионов; с аналогичными остаточными концентрациями, как было обнаружено, связана гибель мальков озёрной форели в натурных условиях. Основной мишенью токсического действия ДДТ может являться клеточное дыхание.
Земляные черви не чувствительны к острому токсическому воздействию ДДТ при уровнях, превышающих те, которые, вероятно, имеются в условиях окружающей среды.
ДДТ способен оказывать неблагоприятное действие на репродуктивную функцию птиц, вызывая утончение скорлупы яиц (что приводит к их разрушению) и гибель эмбрионов.
Некоторые виды млекопитающих, особенно летучие мыши, могут подвергаться неблагоприятному действию ДДТ. Летучие мыши, отловленные в природе (у которых в жировой ткани находили остаточное содержание ДДТ), погибали в результате искусственного голодания, служившего моделью потери жира в процессе миграционных перелётов.

## Воздействие ДДТ на окружающую среду
В целом механизм воздействия ДДТ на окружающую среду можно представить следующим образом. В ходе применения ДДТ неизбежно попадает в пищевую цепь. После чего он не нейтрализуется, распадаясь на безвредные вещества, а наоборот, начинает циркулировать, накапливаясь в организмах живых существ. Помимо этого, ДДТ обладает токсическим воздействием на живые организмы разных уровней пищевой цепи, которое в ряде случаев неизбежно либо оказывает подавляющие действие на жизненно важные функции, либо влечёт смерть живого организма. Такое воздействие на окружающую среду может повлечь изменение видового состава флоры и фауны вплоть до полного искривления пищевой цепи, что, в свою очередь, может вызвать общий пищевой кризис и повлечь за собой необратимые процессы деградации экосистемы Земли. Так ДДТ был выявлен в Антарктике, в тысячах километров от ближайших мест применения этого химиката.